# Spiaggia di Scivu

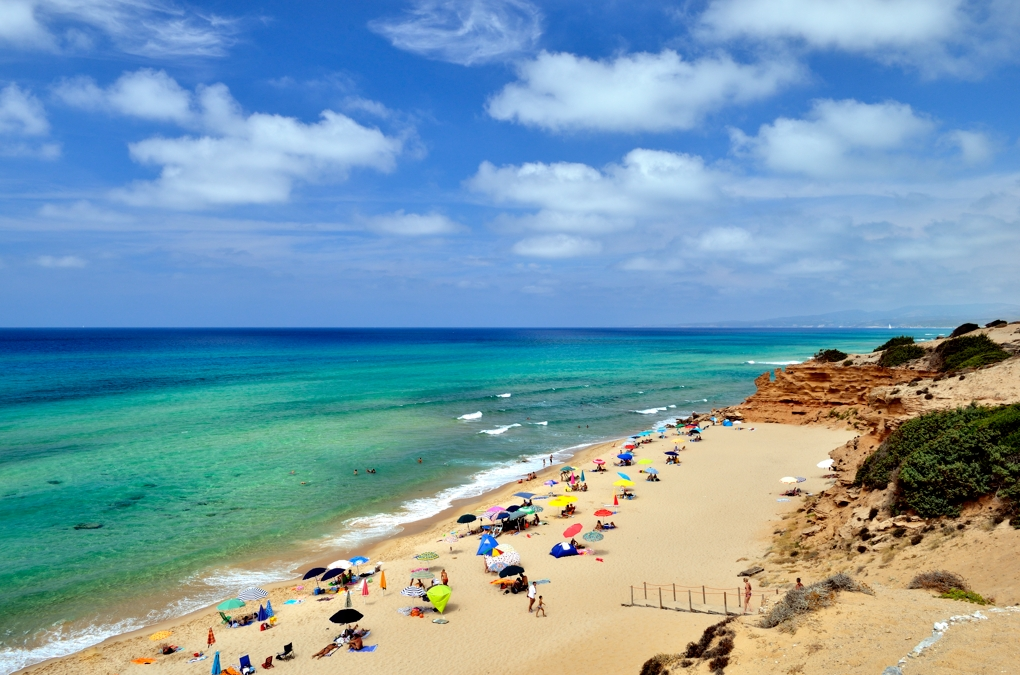
Spiaggia di Scivu

Scivu è una delle principali spiagge sarde. Si trova nella Sardegna occidentale, nel comune di Arbus, provincia del Sud Sardegna, e fa parte della cosiddetta Costa Verde. È delimitata a nord dalle dune di Piscinas e a sud da capo Pecora.

## Origine del nome

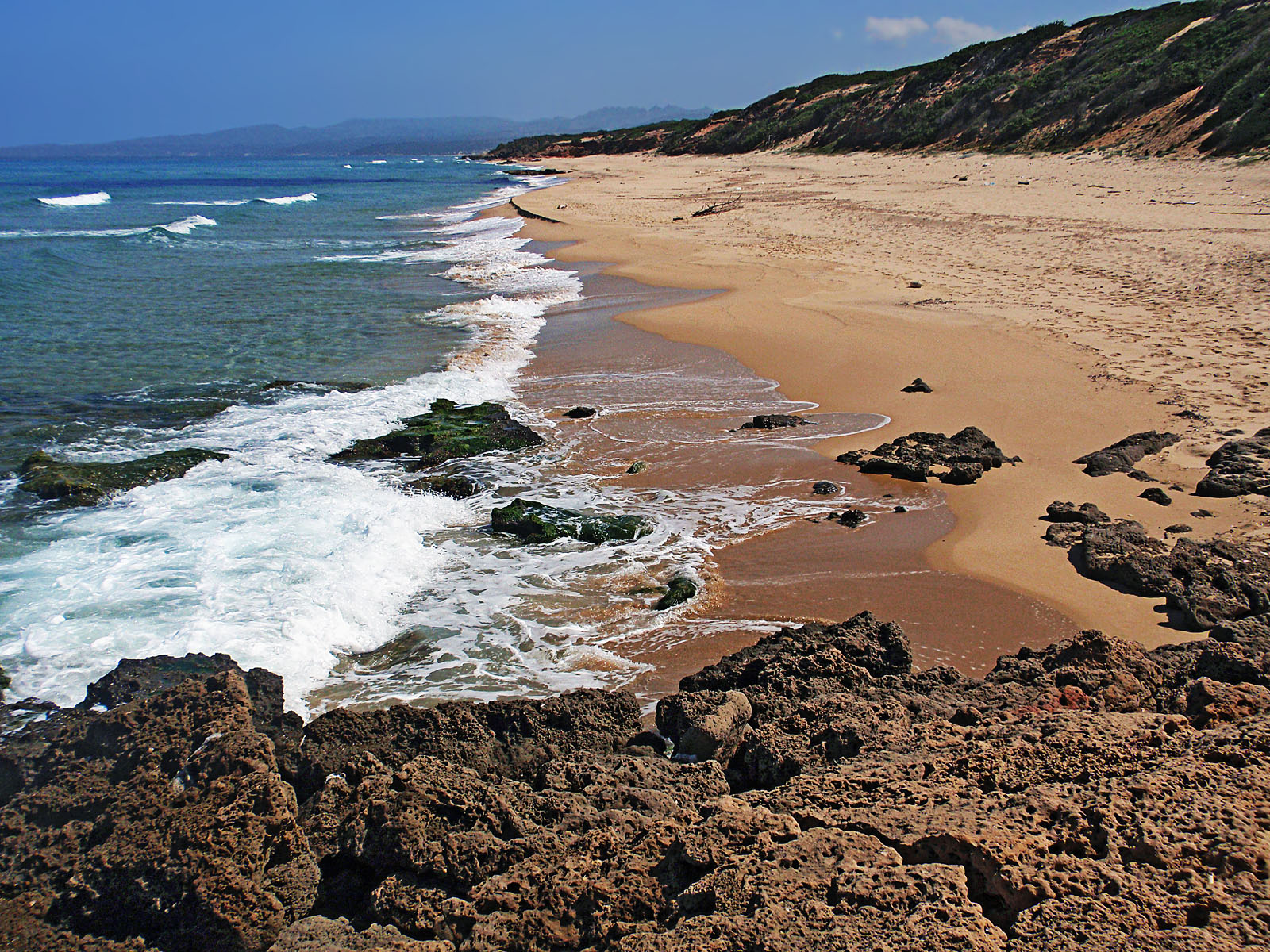
Spiaggia di Scivu

Il nome Scivu deriva dallo scivolo di sabbia che si deve attraversare per arrivare nella spiaggia. Una peculiarità del luogo è un particolare effetto acustico che si può apprezzare in un antro situato lungo la spiaggia, dove il suono del mare si riverbera tra le rocce.